# Åke Johanson
För andra betydelser, se Åke Johansson.
Åke Johanson, folkbokförd Åke Thorild Johansson, född 9 mars 1925 i Brännkyrka församling i Stockholm, död 2 juli 2015 i Sigtuna församling i Stockholms län, var en svensk barnskådespelare (som Åke Johansson) och sedermera journalist (som Åke Johanson).
Han filmdebuterade 1938 i Två år i varje klass och kom att medverka i omkring 15 filmer. Johanson var en av 1930- och 1940-talens populäraste svenska barnskådespelare. Han var en av huvudaktörerna i radioserien Vårat gäng (1939- ) där även Alice Babs medverkade. Serien omarbetades till film 1942. Han var också med i filmen Swing it, magistern!, där han spelade brodern till Alice Babs filmkaraktär Inga Danell.
Efter karriären som barnskådespelare blev Åke Johanson journalist och kom att verka först i Strömstad och senare i Sigtuna. Han var ansvarig utgivare för Sydhalland 1950–1951 och för Sigtunabygden 1957–1960. Han har också varit kommunal informatör på orten.
Åke Johanson var sedan 1947 gift med Anna-Maria Johanson (1927-2017).

## Filmografi
- 1938 – Två år i varje klass
- 1938 – Med folket för fosterlandet
- 1938 – Sigge Nilsson och jag
- 1939 – Mot nya tider
- 1939 – Adolf i eld och lågor
- 1940 – Swing it, magistern!
- 1940 – Med dej i mina armar
- 1940 – Familjen Björck
- 1941 – Magistrarna på sommarlov
- 1942 – Vårat gäng
- 1951 – Dårskapens hus

## Teater

### Roller
| År   | Roll           | Produktion                                     | Regi        | Teater   |
| 1938 | Tummeliten     | Tummeliten John Botvid                         | John Botvid | Folkan   |
| 1941 | Tredje kyparen | Vi skiljas Victorien Sardou och Émile de Najac | Alf Sjöberg | Dramaten |

## Radioteater
| År   | Roll                        | Produktion            | Regi           |
| ---- | --------------------------- | --------------------- | -------------- |
| 1940 | Kalle Trana, skomakargesäll | 33,333 Algot Sandberg | Carl Barcklind |